# Dalmati János
Dalmati János (Szabadhídvég, 1942. február 26. – 2020. szeptember 29.) magyar bajnok atléta, gyalogló, olimpikon.

## Pályafutása
1960 és 1982 között a Bp. Honvéd atlétája volt. Az aktív sportolást 1987-ben a BVSC csapatában fejezte be 45 évesen. 1965 és 1981 között a magyar válogatott keret tagja volt. Az 1972-es müncheni olimpián 50 km-es gyaloglásban a 22. helyen végzett.

## Legjobb eredményei
- 03 km – 12:16.4 (1970)
- 05 km – 20:54.4 (1970)
- 10 km – 43:12.0 (1965)
- 15 km – 1:06:33.2 (1970)
- 25 km – 1:56:51.2 (1970)
- 2 órás gyaloglás – 25 662 m (1970)

## Sikerei, díjai
Magyar bajnokság – gyaloglás
- 20 km
  - bajnok (3): 1965, 1969, 1970
  - 2. (6): 1967, 1968, 1972, 1975, 1976, 1978
  - 3.: 1971
- 50 km
  - bajnok (3): 1970, 1971, 1972
  - 2.: 1979
  - 3. (5): 1975, 1977, 1978, 1981, 1982